# Elsinoë solidaginis
Elsinoë solidaginis är en svampart som beskrevs av Jenkins & Ukkelberg 1955. Elsinoë solidaginis ingår i släktet Elsinoë och familjen Elsinoaceae.   Inga underarter finns listade i Catalogue of Life.